# Aleth Felix-Tchicaya
Aleth Felix-Tchicaya (n. 1955, Brazzaville, Republica Congo) este o scriitoare congoleză.